# Gordon Milne
Gordon Milne (ur. 29 marca 1937) – angielski piłkarz występujący na pozycji pomocnika.

## Kariera piłkarska
Od 1956 do 1972 roku występował w klubach Preston North End, Liverpool, Blackpool i Wigan Athletic.

## Kariera trenerska
Po zakończeniu piłkarskiej kariery pracował jako trener w Wigan Athletic, Coventry City, Leicester City, Beşiktaş, Nagoya Grampus Eight, Bursaspor i Trabzonspor.